# Schacontia ysticalis
Schacontia ysticalis là một loài bướm đêm trong họ Crambidae.